# Liste der Monuments historiques in Haut-Lieu
Die Liste der Monuments historiques in Haut-Lieu führt die Monuments historiques in der französischen Gemeinde Haut-Lieu auf.

## Liste der Objekte
| Bezeichnung                             | Beschreibung                                               | Standort               | Kennzeichnung | Schutzstatus | Datum | Bild |
| --------------------------------------- | ---------------------------------------------------------- | ---------------------- | ------------- | ------------ | ----- | ---- |
| Skulptur des heiligen Rochus mit Sockel | Holz, polychrom gefasst und vergoldet, 17./18. Jahrhundert | in der Kirche St-André | PM59005800    | Inscrit      | 1984  |      |